# Aeroportul Internațional Atena
Aeroportul Internațional Atena (IATA: ATH, ICAO: LGAV) este un aeroport din Spata-Artemida Municipality⁠(d), Prefectura Attica de Est, Attica⁠(d), Administrația descentralizată a Atticii⁠(d), Grecia ce deservește zona Atena. Aeroportul a fost tranzitat în 2022 de 22.422.704 pasageri. A fost deschis în martie 2001 și numit după Eleftherios Venizelos.
Situat la o altitudine de 94 m, aeroportul dispune de 2 piste.

## Infrastructură

### Piste
Aeroportul dispune de 2 piste. Pista 03R/21L are suprafața de asfalt și dimensiunile 4.000 m × 45 m. Pista 03L/21R are suprafața de asfalt și dimensiunile 3.800 m × 45 m. 